# Ziyaret
Ziyaret (en kurd Fîs) és un llogaret al districte de Lice, en la província turca de Diyarbakır. Ziyaret es troba a uns 69 km al nord-est de la capital provincial Diyarbakır i 22 km al sud-oest de Lice. D'acord amb les xifres del 2012, a Ziyaret hi havia un total de 312 habitants (161 dones i 151 homes).
El 27 de novembre del 1978, es va fundar en aquest poble el Partit dels Treballadors del Kurdistan (PKK).